# John Chichester, 1. Baronet (of Arlington Court)
Sir John Palmer Bruce Chichester, 1. Baronet (* 1794; † 20. Dezember 1851 in London) war ein britischer Adliger, Militär und Politiker.

## Herkunft
John Chichester entstammte einer Linie der Familie Chichester, einer alten Familie der Gentry aus Devon. Er war der älteste Sohn von John Palmer Chichester und von dessen zweiten Frau Agnes Hamilton. Sein Vater war 1793 vom Katholizismus zur anglikanischen Kirche konvertiert, womit die Familie nun auch die gesellschaftliche und politische Stellung einnehmen konnte, die sie aufgrund ihres großen Grundbesitzes hatte.

## Dienst als Militär
Der junge John trat während der napoleonischen Kriege 1810 in die Royal Navy ein. Während seiner Dienstzeit nahm er an der Verteidigung von Cádiz gegen die Franzosen teil. Während des Britisch-Amerikanischen Krieges nahm er an der Blockade der amerikanischen Ostküste teil, dabei wurde er 1814 bei der Kaperung eines Kanonenboots verwundet. 1816 wurde er zum Lieutenant befördert, doch ab 1820 erhielt er nur Halbsold, worauf er 1822 aus der Marine ausschied.

## Politische Tätigkeit

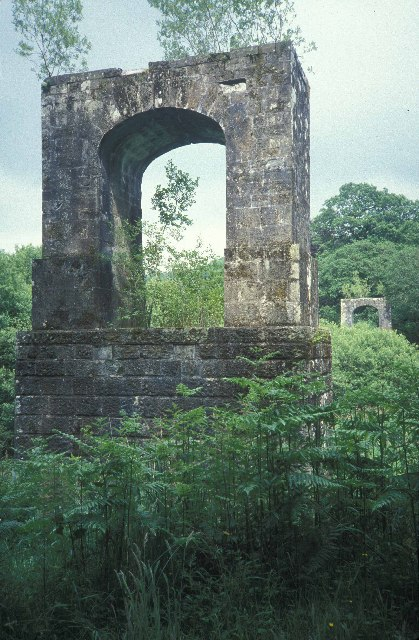
Die Reste der von John Chichester geplanten Hängebrücke bei Arlington Court

Nach dem Tod seines Vaters 1823 erbte er dessen Besitzungen. Zu seinem Erbe gehörte neben dem Familienbesitz Arlington Court umfangreicher Landbesitz in Devon sowie bei Llanbadan im walisischen Cardiganshire. Vermutlich hielt er sich in den ersten Jahren nach dem Tod seines Vaters einige Zeit bei Verwandten auf Malta und in Wales auf. Von 1831 bis 1832 diente er als Sheriff von Cardiganshire. Bereits 1826 soll er sich bei den Unterhauswahlen erfolglos um eine Kandidatur für Barnstaple beworben haben. Bei der Unterhauswahl 1831 kandidierte er dann in Barnstaple erfolgreich als Whig und als Unterstützer der Regierung von Lord Grey. Er setzte sich vor seiner Wahl für eine Wahlrechtsreform ein. Dabei wollte er das Wahlrecht von nicht vor Ort wohnenden Freemen beschränken, wovon er jedoch nach seiner Wahl abrückte. Im House of Commons stimmte er aber für die Wahlrechtsreform, doch gegenüber der Forderung nach einer besseren parlamentarischen Vertretung der irischen Bevölkerung verhielt er sich ausweichend. Dafür setzte er sich für die Abschaffung der Corn Laws ein. Bei den Unterhauswahlen 1832, 1834 und 1837 wurde er als Kandidat der Whigs wiedergewählt. Bei der Unterhauswahl 1841 unterlag er aber gegen Montague Gore. Ein Jahr zuvor, am 7. September 1840, war er auf Initiative der Regierung von Lord Melbourne als Dank für seine Unterstützung im House of Commons als Baronet, of Arlington Court in the County of Devon, in den erblichen Adelsstand der Baronetage of the United Kingdom erhoben worden. In Norddevon war er als Arlington Jack bekannt. Als Unterstützer der armen Landbevölkerung war er im Gegensatz zu vielen anderen Landadligen seiner Zeit in der Bevölkerung geachtet und beliebt.

## Ausbau von Arlington Court
Chichester vollendete den von seinem Vater begonnenen Neubau des Herrenhauses von Arlington Court und ließ die Innenräume prächtig einrichten. Dazu ließ er den umgebenden Landschaftspark erweitern. Bei seinem Tod waren jedoch noch nicht alle seine Pläne umgesetzt worden. Der von ihm begonnene Neubau einer Zufahrt von Süden mit einer Hängebrücke über einen künstlich aufgestauten See wurde nicht vollendet. Möglicherweise ließ bereits er ab 1850 das Herrenhaus durch einen Seitenflügel erheblich erweitern, nach anderen Angaben erfolgte der Anbau unter seinem Sohn.

## Familie und Erbe
Chichester hatte am 9. August 1838 Caroline Thistlethwayte geheiratet, eine Tochter von Thomas Thistlethwayte aus Southwick Park in Hampshire. Mit ihr hatte er einen Sohn und eine Tochter:
- Sir Alexander Palmer Bruce Chichester, 2. Baronet (1842–1881);
- Caroline Elizabeth Chichester († 1873) ⚭ Sir George Clay, 3. Baronet.

Sein Erbe wurde sein einziger, noch minderjähriger Sohn Bruce.